# Flughafen Talagi

i7
i11
i13
Der Flughafen Talagi (russisch Аэропорт Талаги, wiss. Transliteration Aeroport Talagi, IATA-Code: ARH, ICAO-Code: ULAA) ist ein internationaler Flughafen in Russland, etwa sechs Kilometer nordöstlich von Archangelsk. Am Flughafen befindet sich die Siedlung Talaschski Awiagorodok, in der die meisten Mitarbeiter des Flughafens wohnen.

## Geschichte
Der Flughafen wurde am 5. Februar 1963 eröffnet. Neben der zivilen Luftfahrt diente er seitdem den sowjetischen Luftverteidigungsstreitkräften (Wojska PWO, Войска ПВО) als Stützpunkt des 518. Jagdfliegerregimentes (518-й истребительный авиационный полк). Im Jahr 1998 wurde das Regiment aufgelöst. Seit 1995 wird er auch für internationale Flüge genutzt.

## Zwischenfälle
Am 8. August 1973 verunglückte eine Jakowlew Jak-40 beim Start des Aeroflot-Flug A-547.

## Fluggesellschaften und Ziele
Der Flughafen Talagi ist Sitz der Fluggesellschaft Nordavia, ehemals Aeroflot-Nord. Diese bietet vorwiegend Inlandsflüge an. Außerdem werden einige internationale Flughäfen angeflogen.
Neben der Nordavia, fliegen die russische Fluggesellschaften Rossija regelmäßig Sankt Petersburg an, sowie UTair täglich von Flughafen Moskau-Wnukowo. Außerdem verbindet die baltische Fluggesellschaft airBaltic zweimal wöchentlich die lettische Stadt Riga mit Archangelsk.